# Sednaya
Sednaya (en árabe: صِيدنَايَا‎, romanizado: Ṣaydnāyā; en siríaco: ܣܝܕܢܝܐ) es una localidad de Siria, situada en una zona montañosa (1339 m de altitud) a 35 km al noroeste de Damasco, donde todavía se conserva el uso de la lengua aramea. En las fuentes latinas suele dársele el nombre de Sardenay o incluso Sardinia. El nombre más antiguo de la ciudad es el de Danaba.

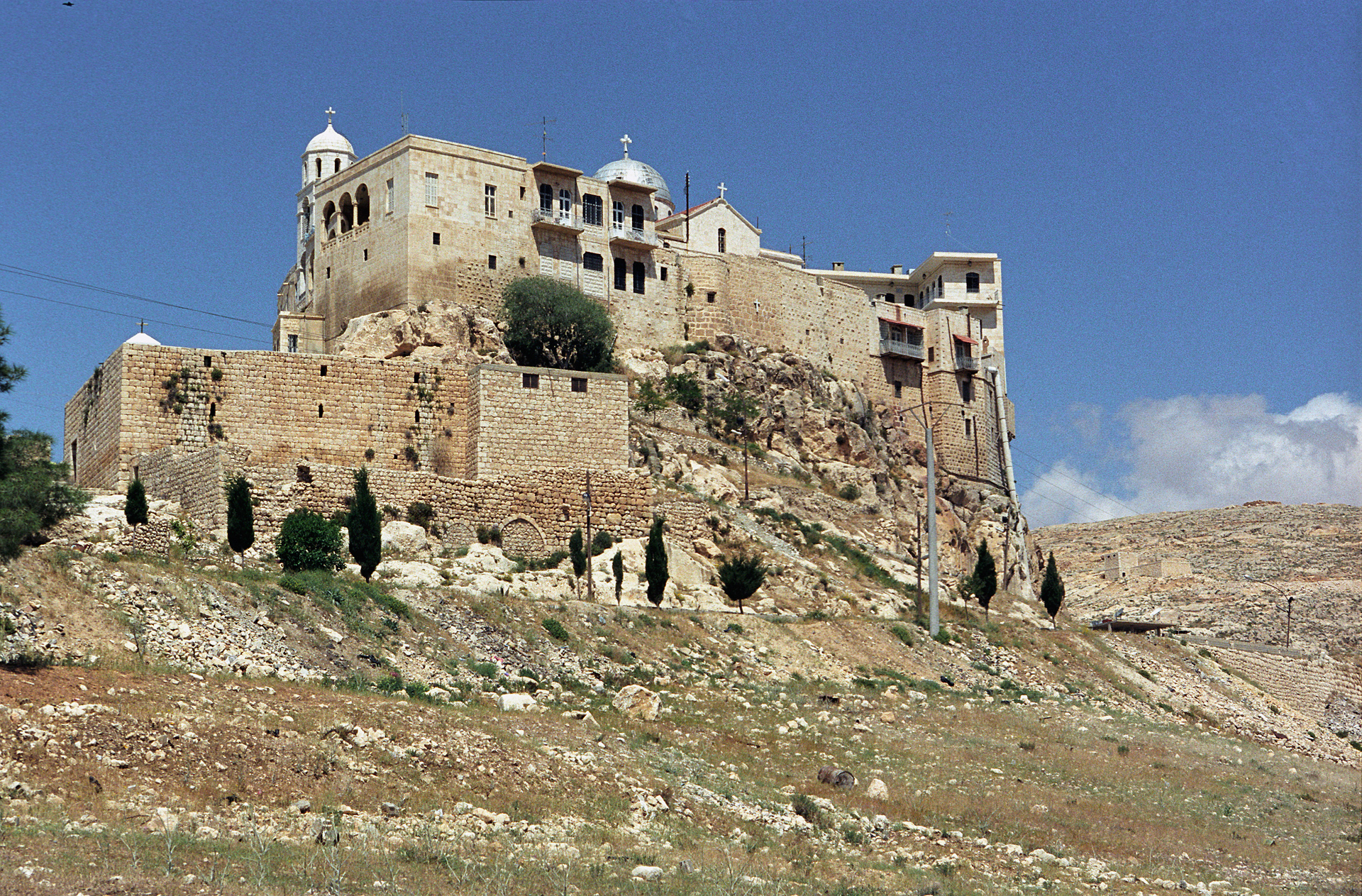
Monasterio de Nuestra Señora de Sednaya.

En esta localidad se encuentra el monasterio de Nuestra Señora de Sednaya, cuya construcción se atribuye al emperador Justiniano, al que, en el año 547, se le habría aparecido la Virgen en forma de gacela durante una cacería, y luego durante un sueño en el que le habría indicado la forma que debía tener. Conserva uno de los cuatro iconos atribuidos al apóstol Lucas (denominado Shahoura o Shaghoura en siríaco). En la época de las Cruzadas alcanzó gran importancia el icono de Sednaya o Virgen de Sednaya, un icono o talla de madera del siglo XI, proveniente de Constantinopla, al que se atribuían propiedades milagrosas: su madera se habría convertido en carne que producía un líquido con propiedades curativas, que se distribuía entre los peregrinos como "leche de la Virgen". En la actualidad sigue siendo objeto de una gran veneración popular, tanto entre los cristianos como entre los musulmanes.

## Prisión de Sednaya
Al oeste de Sednaya, el gobierno de Bashar al-Ásad tenía una prisión militar con un estimado de 14 000 prisioneros antes de la caída del régimen en diciembre de 2024. La prisión se encuentra a 30 km de las afueras del norte de Damasco. En febrero de 2017, Amnistía Internacional publicó un informe que decía que: "entre 5000 y 13 000 personas fueron ejecutadas extrajudicialmente en Sednaya entre septiembre de 2011 y diciembre de 2015". El 15 de mayo de 2017, el Departamento de Estado de los Estados Unidos reiteró la acusación de 50 ejecuciones secretas por día, ocultas por cremaciones posteriores en el lugar.